# Igor Gabilondo
Igor Gabilondo del Campo (baskijska wymowa: [iɣoɾ gaβʎonðo del kampo]; ur. 10 lutego 1979 w San Sebastián) – piłkarz hiszpański narodowości baskijskiej grający na pozycji lewego pomocnika.

## Kariera klubowa
Igor Gabilondo pochodzi z San Sebastián. Piłkarską karierę rozpoczął w tamtejszym klubie Real Sociedad. W 1997 roku awansował z młodzieżowej drużyny do rezerw i przez trzy sezony występował na szczeblu Tercera División (IV liga). Latem 2000 awansował do składu pierwszej drużyny prowadzonej przez Johna Toshacka. W Primera División zadebiutował 9 września w zremisowanym 2:2 meczu z Racingiem Santander. W pierwszych dwóch sezonach występował jako rezerwowy, ale dość często pojawiał się na boisku i zdobył odpowiednio 2 gole w sezonie 2000/2001 i 3 - w 2001/2002. W sezonie 2002/2003 przez dużą część sezonu był pewniakiem na lewym skrzydle, a z Sociedadem spisywał się na tyle udanie, że do ostatniej kolejki walczył z Realem Madryt o mistrzostwo Hiszpanii, jednak ostatecznie baskijski musiał zadowolić się wicemistrzostwem kraju. W sezonie 2002/2004 Gabilondo wystąpił w fazie grupowej Ligi Mistrzów, ale od tego czasu klub zaczął spisywać się słabiej i rok w rok bronił się przed spadkiem z ligi. W RSSS Igor występował do końca sezonu 2005/2006. Dla swojego pierwotnego zespołu rozegrał 123 mecze i strzelił 13 bramek.
Latem 2006 roku Gabilondo przeszedł do wielkiego rywala Sociedadu, Athletic Bilbao. W drużynie prowadzonej wówczas przez Felixa Sarriugarte swój pierwszy mecz zaliczył 27 sierpnia, a w derbach Kraju Basków z poprzednim klubem Igora padł remis 1:1. W całym sezonie wystąpił 33 razy i zdobył 4 gole przyczyniając się do utrzymania Athletic w La Liga.
| Sezon   | Klub            | Kraj      | Rozgrywki                  | Mecze | Bramki |
| ------- | --------------- | --------- | -------------------------- | ----- | ------ |
| 1997/98 | Real Sociedad B | Hiszpania | Tercera División           | 20    | 2      |
| 1998/99 | Real Sociedad B | Hiszpania | Tercera División           | 38    | 4      |
| 1999/00 | Real Sociedad B | Hiszpania | Tercera División           | 44    | 5      |
| 2000/01 | Real Sociedad   | Hiszpania | Primera División           | 12    | 2      |
| 2001/02 | Real Sociedad   | Hiszpania | Primera División           | 15    | 3      |
| 2002/03 | Real Sociedad   | Hiszpania | Primera División           | 23    | 1      |
| 2003/04 | Real Sociedad   | Hiszpania | Primera División           | 32    | 5      |
| 2004/05 | Real Sociedad   | Hiszpania | Primera División           | 25    | 1      |
| 2005/06 | Real Sociedad   | Hiszpania | Primera División           | 16    | 1      |
| 2006/07 | Athletic Bilbao | Hiszpania | Primera División           | 33    | 3      |
| 2007/08 | Athletic Bilbao | Hiszpania | Primera División           |       |        |
|         |                 |           | Łącznie w Primera División | 156   | 16     |

## Kariera reprezentacyjna

### Reprezentacja Kraju Basków(Euskadi)
- Debiut: 28.12.2002 w meczu Euskadi - Macedonia 1:1.
- Bilans: 11 meczów, 1 gol.